# (488453) 1994 XD
(488453) 1994 XD ist ein erdnaher Doppelasteroid, der am 1. Dezember 1994 im Rahmen des Spacewatch-Projektes am Kitt Peak National Observatory entdeckt wurde. Der Satellit wurde erst im Jahr 2005 mit Hilfe von Radaraufnahmen des Arecibo-Observatoriums aufgefunden.
(488453) 1994 XD umkreist die Sonne in 3,59 Jahren. Seine Umlaufbahn ist um 4,3 Grad gegenüber der Ekliptik geneigt, besitzt sein Perihel bei 0,62 AE und sein Aphel bei 4,07 AE.
Am 12. Juni 2023 passierte (488453) 1994 XD die Erde in einem Abstand von 3,14 Millionen Kilometern. Der Asteroid zog mit einer Geschwindigkeit von maximal 80 Bogensekunden pro Minute am Sternenhimmel entlang und erreichte einen Tag vor der Passage seine maximale scheinbare Helligkeit von 13,6 mag. Die nächste nahe Erdbegegnung findet im Juni 2041 statt, bei der der Abstand 2,2 Millionen Kilometer betragen wird.